# Kirk McLean
Pour les articles homonymes, voir McLean.
Kirk Alan McLean (né le 26 juin 1966 à Willowdale, dans la Province de l'Ontario au Canada) est un joueur professionnel canadien de hockey sur glace évoluant à la position de gardien de but.

## Carrière
Réclamé au sixième tour du repêchage de la LNH de 1984 par les Devils du New Jersey alors qu'il évolue pour les Generals d'Oshawa, club de la Ligue de hockey de l'Ontario, McLean retourne avec ces derniers pour les deux saisons suivantes.
Devenant joueur professionnel en 1986, il rejoint alors le club affilié aux Devils dans la Ligue américaine de hockey, les Mariners du Maine. Avec un surplus de gardiens comme Craig Billington, Alain Chevrier, Robert Sauvé, Sean Burke et Chris Terreri, McLean n'est que peu utilisé par les Devils, disputant seulement six rencontres avec ceux-ci. Échangé en 1987 avec Greg Adams aux Canucks de Vancouver, il devient alors l'auxiliaire de Richard Brodeur puis décroche la saison suivante le poste de gardien numéro un qu'il conserve durant les onze saisons suivantes.
Lors de son passage avec Vancouver, il s'élève parmi l'élite de la ligue, décrochant en 1991-1992 une place dans la deuxième équipe d'étoiles alors qu'il mène la ligue avec 38 victoires et cinq blanchissages. Il prend également part pour une deuxième fois en trois ans au Match des étoiles. Au printemps 1994, les Canucks accèdent à la finale de la Coupe Stanley où ils s'inclinent en sept rencontres face aux Rangers de New York.
Après avoir commencé la saison 1997-1998 avec les Canucks, ceux-ci l'échangent aux Hurricanes de la Caroline où il ne dispute que huit parties avant d'être échangé à nouveau, cette fois aux Panthers de la Floride. Devenant agent libre à l'été 1999, il se joint alors aux Rangers de New York avec qui il reste deux saisons avant de se retirer de la compétition.
Après sa carrière de joueur, il accepte en 2002 le poste d'entraîneur des gardiens de but avec les Blazers de Kamloops de la Ligue de hockey de l'Ouest. Il ne conserve ce poste qu'une saison. Il revient dans la LNH en 2010 toujours en tant qu'entraîneur des gardiens de but, cette fois avec l'Avalanche du Colorado, et conserve ce poste jusqu'en 2013.

## Statistiques

### En club
| Saison     | Équipe                    | Ligue      |     | Saison régulière | Saison régulière | Saison régulière | Saison régulière | Saison régulière | Saison régulière | Saison régulière | Saison régulière | Saison régulière | Saison régulière |    | Séries éliminatoires | Séries éliminatoires | Séries éliminatoires | Séries éliminatoires | Séries éliminatoires | Séries éliminatoires | Séries éliminatoires | Séries éliminatoires | Séries éliminatoires |
| Saison     | Équipe                    | Ligue      | PJ  | V                | D                | Pr/N             | Min              | BC               | Moy              | % Arr            | Bl               | Pun              | PJ               | V  | D                    | Min                  | BC                   | Moy                  | % Arr                | Bl                   | Pun                  |                      |                      |
| 1983-1984  | Generals d'Oshawa         | LHO        | 17  | 5                | 9                | 0                | 940              | 67               | 4,28             |                  | 0                | 11               | -                | -  | -                    | -                    | -                    | -                    | -                    | -                    | -                    |                      |                      |
| 1984-1985  | Generals d'Oshawa         | LHO        | 47  | 23               | 17               | 2                | 2 581            | 143              | 3,32             |                  | 1                | 6                | 5                | 1  | 3                    | 271                  | 21                   | 4,65                 |                      | 0                    | 0                    |                      |                      |
| 1985-1986  | Generals d'Oshawa         | LHO        | 51  | 24               | 21               | 2                | 2 830            | 169              | 3,58             |                  | 1                | 8                | 4                | 1  | 2                    | 201                  | 18                   | 5,37                 | 87,5                 | 0                    | 0                    |                      |                      |
| 1985-1986  | Devils du New Jersey      | LNH        | 2   | 1                | 0                | 0                | 111              | 11               | 5,95             | 81,4             | 0                | 0                | -                | -  | -                    | -                    | -                    | -                    | -                    | -                    | -                    |                      |                      |
| 1986-1987  | Mariners du Maine         | LAH        | 45  | 15               | 23               | 4                | 2 606            | 140              | 3,22             | 89,4             | 1                | 6                | -                | -  | -                    | -                    | -                    | -                    | -                    | -                    | -                    |                      |                      |
| 1986-1987  | Devils du New Jersey      | LNH        | 4   | 1                | 1                | 0                | 160              | 10               | 3,75             | 86,1             | 0                | 0                | -                | -  | -                    | -                    | -                    | -                    | -                    | -                    | -                    |                      |                      |
| 1987-1988  | Canucks de Vancouver      | LNH        | 41  | 11               | 27               | 3                | 2 334            | 147              | 3,78             | 87,5             | 1                | 8                | -                | -  | -                    | -                    | -                    | -                    | -                    | -                    | -                    |                      |                      |
| 1988-1989  | Canucks de Vancouver      | LNH        | 42  | 20               | 17               | 3                | 2 477            | 127              | 3,08             | 89,1             | 3                | 6                | 5                | 2  | 3                    | 302                  | 18                   | 3,57                 | 89,2                 | 0                    | 0                    |                      |                      |
| 1989-1990  | Canucks de Vancouver      | LNH        | 63  | 21               | 30               | 10               | 3 739            | 216              | 3,47             | 88               | 0                | 6                | -                | -  | -                    | -                    | -                    | -                    | -                    | -                    | -                    |                      |                      |
| 1990-1991  | Canucks de Vancouver      | LNH        | 41  | 10               | 22               | 3                | 1 969            | 131              | 3,99             | 86,7             | 0                | 4                | 2                | 1  | 1                    | 123                  | 7                    | 3,41                 | 89,4                 | 0                    | 0                    |                      |                      |
| 1991-1992  | Canucks de Vancouver      | LNH        | 65  | 38               | 17               | 9                | 3 852            | 176              | 2,74             | 90,1             | 5                | 0                | 13               | 6  | 7                    | 785                  | 33                   | 2,52                 | 90,9                 | 2                    | 0                    |                      |                      |
| 1992-1993  | Canucks de Vancouver      | LNH        | 54  | 28               | 21               | 5                | 3 261            | 184              | 3,39             | 88,6             | 3                | 16               | 12               | 6  | 6                    | 754                  | 42                   | 3,34                 | 88,6                 | 0                    | 0                    |                      |                      |
| 1993-1994  | Canucks de Vancouver      | LNH        | 52  | 23               | 26               | 3                | 3 128            | 156              | 2,99             | 89,1             | 3                | 2                | 24               | 15 | 9                    | 1 544                | 59                   | 2,29                 | 92,8                 | 4                    | 0                    |                      |                      |
| 1994-1995  | Canucks de Vancouver      | LNH        | 40  | 18               | 12               | 10               | 2 374            | 109              | 2,75             | 90,4             | 1                | 4                | 11               | 4  | 7                    | 660                  | 36                   | 3,27                 | 89,3                 | 0                    | 0                    |                      |                      |
| 1995-1996  | Canucks de Vancouver      | LNH        | 45  | 15               | 21               | 9                | 2 645            | 156              | 3,54             | 87,9             | 2                | 6                | 1                | 0  | 1                    | 21                   | 12                   | 8,62                 | 75                   | 0                    | 0                    |                      |                      |
| 1996-1997  | Canucks de Vancouver      | LNH        | 44  | 21               | 18               | 3                | 2 581            | 138              | 3,21             | 88,9             | 0                | 2                | -                | -  | -                    | -                    | -                    | -                    | -                    | -                    | -                    |                      |                      |
| 1997-1998  | Canucks de Vancouver      | LNH        | 29  | 6                | 17               | 4                | 1 583            | 97               | 3,68             | 87,9             | 1                | 0                | -                | -  | -                    | -                    | -                    | -                    | -                    | -                    | -                    |                      |                      |
| 1997-1998  | Hurricanes de la Caroline | LNH        | 8   | 4                | 2                | 0                | 401              | 22               | 3,29             | 87,8             | 0                | 0                | -                | -  | -                    | -                    | -                    | -                    | -                    | -                    | -                    |                      |                      |
| 1997-1998  | Panthers de la Floride    | LNH        | 7   | 4                | 2                | 1                | 406              | 22               | 3,25             | 89,4             | 0                | 0                | -                | -  | -                    | -                    | -                    | -                    | -                    | -                    | -                    |                      |                      |
| 1998-1999  | Panthers de la Floride    | LNH        | 30  | 9                | 10               | 4                | 1 597            | 73               | 2,74             | 90               | 2                | 2                | -                | -  | -                    | -                    | -                    | -                    | -                    | -                    | -                    |                      |                      |
| 1999-2000  | Rangers de New York       | LNH        | 22  | 7                | 8                | 4                | 1 206            | 58               | 2,89             | 89,6             | 0                | 2                | -                | -  | -                    | -                    | -                    | -                    | -                    | -                    | -                    |                      |                      |
| 2000-2001  | Rangers de New York       | LNH        | 23  | 8                | 10               | 1                | 1 220            | 71               | 3,49             | 88,9             | 0                | 0                | -                | -  | -                    | -                    | -                    | -                    | -                    | -                    | -                    |                      |                      |
| Totaux LNH | Totaux LNH                | Totaux LNH | 612 | 245              | 262              | 72               | 35 045           | 1 904            | 3,26             | 88,7             | 22               | 58               | 68               | 34 | 34                   | 4 189                | 198                  | 2,84                 | 90,7                 | 6                    | 0                    |                      |                      |

### Statistiques en équipe nationale
| Année | Équipe | Compétition          |    | PJ  | Min | BC   | Moy | % Arr | Bl | Pun      |  | Résultat |
| 1990  | Canada | Championnat du monde | 10 | 457 | 27  | 3,54 |     | 0     | 0  | 4e place |  |          |

## Honneurs et trophées
- Ligue nationale de hockey
  - Nommé dans la deuxième équipe d'étoiles en 1992.
  - Invité au Match des étoiles en 1990 et 1992.

## Transactions en carrière
- Repêchage de la LNH 1984 : réclamé par les Devils du New Jersey (6e choix de l'équipe, 107e choix au total).
- 15 septembre 1987 : échangé par les Devils avec Greg Adams et le choix de deuxième ronde des Devils au repêchage de 1988 (les Canucks sélectionnent avec ce choix Leif Rohlin) aux Canucks de Vancouver en retour de Patrik Sundström et des choix de deuxième ronde (Jeff Christian) etquatrième ronde (Matt Ruchty) au repêchage de 1988.
- 3 janvier 1998 : échangé par les Canucks avec Martin Gélinas aux Hurricanes de la Caroline en retour de Sean Burke, Geoff Sanderson et Enrico Ciccone.
- 24 mars 1998 : échangé par les Hurricanes aux Panthers de la Floride en retour de Ray Sheppard.
- 20 juillet 1999 : signe à titre d'agent libre avec les Rangers de New York.